# Antonio Palau
Antonio Palau y Queralt (Tragó de Noguera, Lérida, España, 1838 - Cosquín, Argentina 1906), fue un médico español, fundador del primer balneario termal de la Argentina.

## Obras

### Hotel Termas
El 1 de abril de 1880, El doctor Antonio Palau inauguró en Rosario de la Frontera (provincia de Salta) el primer balneario de aguas termales de la República Argentina y de Sudamérica. Las tierras eran propiedad de Melchora Figueroa de Cornejo, quien se las había arrendado.
Palau creó caminos y desmontó el área para que se pudiera construir un hotel, que en sus inicios estaba constituido por unas casillas de madera cercanas a las surgentes, donde se alojaban los visitantes.
En 1892 se inauguró el inmenso edificio del Balneario y Hotel Termas, cuyas aguas participaron de la Exposición Universal de Chicago, Estados Unidos. En 1904 el Agua Palau es reconocida la mejor agua mineral natural de mesa del mundo en la Exposición Universal de Saint Louis, estado de Misuri, Estados Unidos. En 1906 obtiene el 1° Grand Prix de Higiene en Londres, Inglaterra. Hacia el año 1914 Termas pasó a concesión de la Sociedad Seguí-Tornquist quien explotó las aguas termales hasta mediados de siglo marcando la época de mayor apogeo.
En 1893 empezó a funcionar en el Balneario y Hotel Termas el primer casino de Sudamérica y vivió su período de esplendor hasta mediados de los años 50. En el año 1989 el Gobierno salteño lo declaró Monumento Histórico.